# Bertiella
Bertiella è un genere di cestodi dell'ordine Cyclophyllidea. È un genere a sé stante, non appartiene dunque alle sottofamiglie riferite alla famiglia degli Anoplocephalidae.
Delle 29 specie che lo compongono solo due possono infettare l'uomo: Bertiella studeri e Bertiella mucronata.